# ميس هاربر
ميس هاربر (الاسم العلمي: Celtis harperi) هو نوع نباتي يتبع جنس الميس من فصيلة القنبية.